# Бикова Поліна Юхимівна
Поліна Юхимівна Бикова (нар. 1906, село Іванівка, тепер Первомайського району Миколаївської області — ?) — українська радянська діячка, голова колгоспу імені Калініна Рівнянського району Кіровоградської області. Депутат Верховної Ради УРСР 3—4-го скликань.

## Біографія
Народилася у родині селянина-бідняка. З 1923 року — голова комітету незаможних селян села Іванівки. У 1928 році разом із родиною переїхала в Доманівський район.
У 1928—1933 роках — обліковець Богданівського радгоспу Доманівського району; завідувачка Доманівської районної бібліотеки.
У 1933—1938 роках — вчителька Мостівської середньої школи Мостівського району Одеської області. Закінчила заочно Одеську педагогічну школу.
У 1938—1941 роках — завідувачка Рівнянської школи № 7 Рівнянського району Кіровоградської області.
Член ВКП(б) з 1940 року.
Під час німецько-радянської війни перебувала у евакуації в східних районах СРСР, працювала в колгоспі імені Калініна Ленінського району Сталінградської області РРФСР. У 1944 році повернулася у село Рівне Кіровоградської області.
З 1944 року — голова колгоспу (з 1950 року — укрупненого колгоспу) імені Калініна села Рівне Рівнянського району Кіровоградської області.

## Нагороди
- медаль «За доблесну працю у Великій Вітчизняній війні 1941—1945 років»
- медалі